# Вишки
Ви́шки (ранее Вышки; латыш. Višķi, Viški, латг. Vyški) — посёлок в Вишкской волости в Аугшдаугавском крае Латвии. Расстояние до города Даугавпилс составляет около 35 км. По данным на 2015 год, в населённом пункте проживало 222 человека.

## История
Во времена Российской империи назывался Вышки и входил в состав Двинского (ранее Динабургского) уезда Витебской губернии. Отсюда, по одной из версий, родом Марта Скавронская, жена Петра I, по смерти супруга — российская императрица Екатерина I.
В 1863 году при подавлении Польского восстания здесь был пленён граф Леон Плятер. В 1897 году в Вышках проживало 956 человек, из них католиков — 160 человек, иудеев — 668 человек.
До Второй мировой войны бо́льшую часть населения местечка составляли евреи, здесь находилась синагога. Во время нацистской оккупации в 1941—1942 годах все евреи были уничтожены либо на месте, либо в Даугавпилсском гетто или в Погулянском лесу. В посёлке осталось еврейское кладбище.
В советское время населённый пункт являлся центром Вишкского сельсовета Даугавпилсского района. В селе располагался Вишкский совхоз-техникум.
В начале 1990-х годов посёлок претендовал на статус города, но его не получил, так как до необходимых двух тысяч жителей не хватало несколько человек.
Бывший председатель городской думы Даугавпилса Рихард Эйгим окончил Шпогскую среднюю школу.

## Современность
Посёлок находится в двух километрах к востоку от волостного центра Шпоги, перекрёсток дорог на Аглону, Даугавпилс. Рядом находятся два Вишкских озера на реке Дубна. Через протоку меж озёр переброшен мост по дороге на Аглону.
В посёлке находится католический храм, который построили в 1909 году вместо старого деревянного католического храма XVIII века. Этот храм выложен из валунов от фундамента до башни колокольни.
Здесь же был расположен Вишкский совхоз-техникум, сейчас сельскохозяйственная школа. Имеется православный храм (край населён старообрядцами с XVII века). Есть школа, школа искусств, почта. Недалеко за рекой Дубна находится железнодорожная станция Вишки.